# Hatsu Haru - La primavera del mio primo amore
Hatsu Haru - La primavera del mio primo amore (ハツ ハル?, Hatsu Haru, lett. "L'arrivo della primavera") è un manga di genere shōjo, scritto e disegnato da Shizuki Fujisawa fra il 2014 e il 2018.

## Trama
(Hatsu Haru - La primavera del mio primo amore, vol. 2, retro di copertina)
Kai Ichinose è un ragazzo estremamente popolare fra le sue coetanee, che tuttavia si scopre innamorato di una giovane che conosce fin da quando è piccolo, Riko Takanashi. Mentre Kai si scopre impacciato e tutte le sue certezze riguardo all'amore iniziano a svanire, Riko lo respinge in ogni modo; la ragazza è infatti nota per il suo comportamento da "maschiaccio", e non apprezza il comportamento spesso frivolo di Kai.

## Manga
In Giappone l'opera è stata pubblicata sulla rivista Flower Comics, edita da Shōgakukan, fra il 13 gennaio 2014 e il 13 gennaio 2018; la serializzazione, in tredici tankōbon, è invece avvenuta fra il 26 giugno 2014 e il 26 luglio 2018. In Italia, la licenza dell'opera è stata concessa alla Star Comics, che ha pubblicato Hatsu Haru - La primavera del mio primo amore fra il 28 settembre 2016 e il 27 dicembre 2018, con cadenza bimestrale (variabile per i volumi 5 e 11).

### Volumi
| 1  | 26 giugno 2014                                                        | ISBN 978-4-09-136090-8                                                                | 28 settembre 2016 | ISBN 978-8-82-260315-9 |
| 1  | Capitoli - Capitoli 1-4                                               |                                                                                       |                   |                        |
| 2  | 24 ottobre 2014                                                       | ISBN 978-4-09-136399-2                                                                | 23 novembre 2016  | ISBN 978-8-82-260379-1 |
| 2  | Capitoli - Capitoli 5-8                                               |                                                                                       |                   |                        |
| 3  | 26 marzo 2015                                                         | ISBN 978-4-09-136823-2                                                                | 25 gennaio 2017   | ISBN 978-8-82-260457-6 |
| 3  | Capitoli - Capitoli 9-12                                              |                                                                                       |                   |                        |
| 4  | 26 giugno 2015                                                        | ISBN 978-4-09-137163-8                                                                | 22 marzo 2017     | ISBN 978-8-82-260531-3 |
| 4  | Capitoli - Capitoli 13-16 - Capitolo extra                            |                                                                                       |                   |                        |
| 5  | 26 agosto 2015                                                        | ISBN 978-4-09-137652-7                                                                | 28 giugno 2017    | ISBN 978-8-82-260605-1 |
| 5  | Capitoli - Capitoli 17-20                                             |                                                                                       |                   |                        |
| 6  | 26 gennaio 2016                                                       | ISBN 978-4-09-138282-5                                                                | 27 settembre 2017 | ISBN 978-8-82-260701-0 |
| 6  | Capitoli - Capitoli 21-24                                             |                                                                                       |                   |                        |
| 7  | 26 aprile 2016                                                        | ISBN 978-4-09-138369-3                                                                | 22 novembre 2017  | ISBN 978-8-82-260776-8 |
| 7  | Capitoli - Capitoli 25-28                                             |                                                                                       |                   |                        |
| 8  | 26 settembre 2016                                                     | ISBN 978-4-09-138480-5                                                                | 24 gennaio 2018   | ISBN 978-8-82-260845-1 |
| 8  | Capitoli - Capitoli 29-32                                             |                                                                                       |                   |                        |
| 9  | 24 febbraio 2017                                                      | ISBN 978-4-09-139117-9                                                                | 21 marzo 2018     | ISBN 978-8-82-260934-2 |
| 9  | Capitoli - Capitoli 33-36                                             |                                                                                       |                   |                        |
| 10 | 26 giugno 2017 (edizione regolare) 23 giugno 2017 (edizione limitata) | ISBN 978-4-09-139189-6 (edizione regolare) ISBN 978-4-09-941892-2 (edizione limitata) | 23 maggio 2018    | ISBN 978-8-82-261010-2 |
| 10 | Capitoli - Capitoli 37-40                                             |                                                                                       |                   |                        |
| 11 | 26 settembre 2017                                                     | ISBN 978-4-09-139469-9                                                                | 24 ottobre 2018   | ISBN 978-8-82-261180-2 |
| 11 | Capitoli - Capitoli 41-44                                             |                                                                                       |                   |                        |
| 12 | 26 febbraio 2018                                                      | ISBN 978-4-09-139844-4                                                                | 27 dicembre 2018  | ISBN 978-8-82-261280-9 |
| 12 | Capitoli - Capitoli 45-48                                             |                                                                                       |                   |                        |
| 13 | 26 luglio 2018                                                        | ISBN 978-4-09-870133-9                                                                | 20 febbraio 2019  | ISBN 978-8-82-261261-8 |
| 13 | Capitoli - Capitoli 49-51 - Ultimo capitolo                           |                                                                                       |                   |                        |